# Сан-Педро (Валье-дель-Каука)
Сан-Педро (исп. San Pedro) — город и муниципалитет на западе Колумбии, на территории департамента Валье-дель-Каука. Входит в состав Центрального субрегиона.

## История
Поселение, из которого позднее вырос город, было основано в 1795 году. Муниципалитет Сан-Педро был выделен в отдельную административную единицу в 1919 году.

## Географическое положение

Муниципалитет Сан-Педро

Город расположен в центральной части департамента, в предгорьях Центральной Кордильеры, к востоку от реки Каука, на расстоянии приблизительно 61 километра к северо-востоку от города Кали, административного центра департамента. Абсолютная высота — 988 метров над уровнем моря.
Муниципалитет Сан-Педро граничит на севере с территорией муниципалитета Тулуа, на западе — с муниципалитетом Йотоко, на юге — с муниципалитетом Буга. Площадь муниципалитета составляет 240 км².

## Население
По данным Национального административного департамента статистики Колумбии, совокупная численность населения города и муниципалитета в 2015 году составляла 18 128 человек.
Динамика численности населения муниципалитета по годам:
| 2005   | 2006   | 2007   | 2008   | 2009   | 2010   | 2011   | 2012   | 2013   | 2014   | 2015   |
| ------ | ------ | ------ | ------ | ------ | ------ | ------ | ------ | ------ | ------ | ------ |
| 15 784 | 16 003 | 16 219 | 16 459 | 16 691 | 16 921 | 17 161 | 17 394 | 17 635 | 17 885 | 18 128 |

Согласно данным переписи 2005 года мужчины составляли 50,4 % от населения Сан-Педро, женщины — соответственно 49,6 %. В расовом отношении белые и метисы составляли 98,9 % от населения города; негры, мулаты и райсальцы — 1,1 %.
Уровень грамотности среди всего населения составлял 91,3 %.

## Экономика
48,7 % от общего числа городских и муниципальных предприятий составляют предприятия торговой сферы, 39,3 % — предприятия сферы обслуживания, 9,6 % — промышленные предприятия, 2,4 % — предприятия иных отраслей экономики.

## Транспорт
Через город проходит национальное шоссе № 25 (исп. Ruta Nacional 25).